# يوسف غني
يوسف غني هو رسام ماليزي، ولد في 1950 في جوهر في ماليزيا.